# Thiemo von Salzburg
Thiemo von Salzburg, auch Diemo, Ditmar, Tyemo oder Theodemar, (* um 1040 in Bayern; † 1101 oder 1102) war zuerst Abt des Klosters St. Peter und dann Erzbischof der Erzdiözese Salzburg. Er wird als Heiliger verehrt.

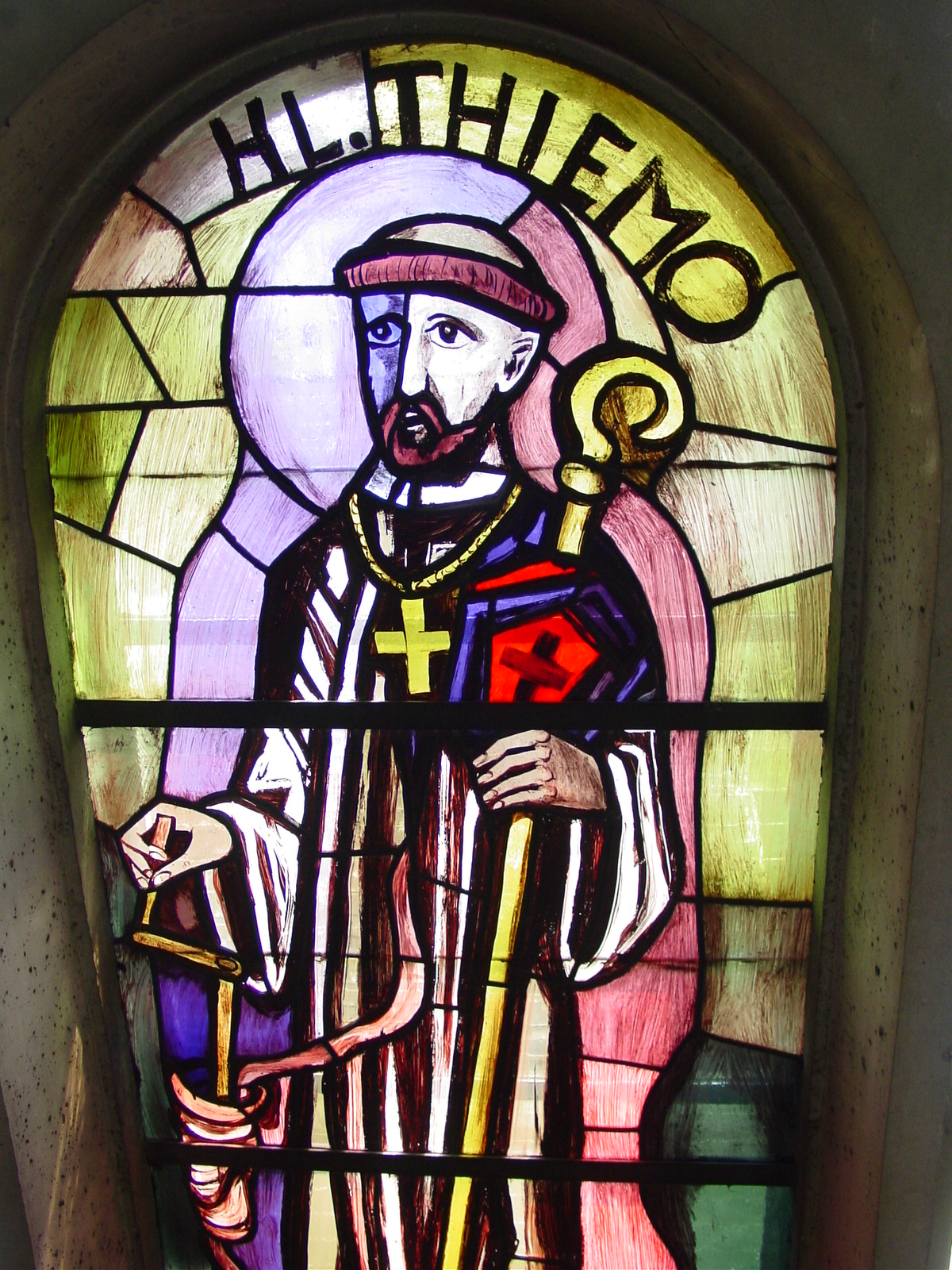
Kirchenfenster gestaltet von Martin Häusle in der Pfarrkirche Liesing

## Leben
Thiemo entstammte als Sohn des Grafen Thiemo II. dem Geschlecht der Grafen von Formbach (Landkreis Passau). Er wurde Benediktinermönch in Niederaltaich und war ein begabter Maler und Bildhauer. 1077 wurde er Abt von St. Peter in Salzburg, wo er im Investiturstreit auf der Seite des Papstes stand. Der kaisertreue Gegenerzbischof Berthold vertrieb ihn 1081 aus Salzburg. Thiemo lebte danach in den Klöstern Hirsau und Schaffhausen bei Mönchsdeggingen. 1084 konnte er für kurze Zeit wieder nach Salzburg zurückkehren, zog sich aber bald in das Stift Admont zurück. 
1086 konnte Thiemo mit dem papsttreuen Erzbischof Gebhard nach Salzburg zurückkehren. Nach dem Tod Gebhards wurde er am 25. März 1090 zum Erzbischof von Salzburg gewählt und am 7. April zum Bischof geweiht. Er erhielt das Pallium von Papst Urban II., der ihn damit als Erzbischof bestätigte. Thiemo führte im Stift Admont Reformmaßnahmen ein und nahm 1095 an der Synode von Piacenza teil. 1097 unterlag er Berthold im Gefecht bei Saaldorf und wurde mehrere Jahre gefangen gehalten, bis ihm ein Mönch zur Flucht verhalf. 
Er nahm im Heereskontingent Herzog Wilhelms IX. von Aquitanien am Kreuzzug von 1101 teil. Er soll in der Schlacht bei Eregli in rum-seldschukische Gefangenschaft geraten sein. Der Überlieferung nach erlitt er bei Chorasan 1101 den Märtyrertod, indem ihm die Gedärme aus dem Leib gezogen wurden. Nach anderer Überlieferung soll er das gleiche Martyrium erst 1102 in fatimidischer Gefangenschaft in Askalon erlitten haben (Riant). 
Er wurde in Salzburg und den Benediktinerklöstern Niederaltaich und Admont bald nach seinem Tod als Heiliger verehrt. Sein Gedenktag ist der 28. September. Er wird mit einer Darmspindel dargestellt.